# Dominic Arpin
Pour les articles homonymes, voir Arpin.
Dominic Arpin (né le 30 juin 1970)  est un animateur de télé et radio, ex-journaliste québécois
Après avoir étudié au Collège militaire royal de Saint-Jean pendant un an, il termine ses études collégiales au collège John Abbott avant d'entrer à l'UQAM où il obtient un baccalauréat en communications. En 1993, il fait ses débuts à la télévision au canal TQS où il obtient un poste permanent au bout d'un an. Deux ans plus tard, il entre comme journaliste au réseau TVA. En 1997, il est journaliste de faits divers pour l'émission quotidienne Salut Bonjour. Il fait entre autres des chroniques sur les jeux vidéo.
De 2001 à 2006, il est « l'Explorateur urbain » pour  les chaînes TVA et LCN. Sa fonction consiste à explorer des lieux insolites, puis à visiter des petites localités du Québec dans le cadre de reportages. De 2003 à 2006, il anime également l’émission les Bloopers présentée à TVA.
En 2006, Dominic Arpin fait surtout des chroniques à partir de son blogue; il travaille aussi en tant que correspondant sur internet au TVA 17 heures et au TVA 22 heures.
En 2007, il débute l'animation de Vlog, une émission consacrée aux vidéos du web avec Geneviève Borne. L'émission est temporairement retirée des ondes, le 2 décembre de la même année. Mais dès l'automne 2008, l'émission Vlog est de retour sur les ondes de TVA. Elle présente cependant une formule un peu modifiée et depuis, Dominic Arpin continue toujours d'agir à titre d'animateur et de producteur du contenu.
Au mois d’août 2011, Dominic Arpin est repêché dans l’équipe de Puisqu’il faut se lever, l’émission matinale no.1 à Montréal. Chaque matin il décortique les médias sociaux pour le compte de Paul Arcand et ses auditeurs au 98,5 FM, en plus de co-animer le magazine web En ligne.
Grand amateur de course à pied, il anime le magazine télé Cours Toujours présenté à Matv en 2014 et 2015.
En 2015, il devient l’animateur de l’émission du matin à CKMF-FM (Énergie 94,3), en compagnie de Maxim Martin et d’Anaïs Favron. Il poursuit l’aventure en 2016 avec Mélanie Maynard et Jonathan Roberge.
Entre 2017 jusqu'à 2020, il est recruté pour animer l’émission du matin On est tous debout à la sœur station de CKMF-FM, CITE-FM (107,3 Rouge) pendant 3 ans (5 ans au Bell Média incluant les premières 2 ans avec CKMF-FM), toujours en compagnie de Mélanie Maynard plus Marjorie Vallée et Patrick Langlois.
Son expérience dans les nouveaux médias et les médias sociaux lui a aussi valu d'être président et membre du jury des Prix Gémeaux dans la catégorie Internet et Nouveaux médias en 2008, membre du jury de l'ADISQ en 2009 et 2010, membre du jury du prix Nouveaux médias des Oliviers en 2009-2010 et président du jury des premiers Numix, un concours visant à récompenser les meilleures productions multimédias du Québec en 2010.